# Dornafarm
Dornafarm Suceava este o companie care se ocupă cu distribuția de produse farmaceutice și cu vânzarea în farmacii din România.
Compania deține un lanț de 20 de farmacii și laboratoare și trei depozite pentru medicamente.
Principalii acționari ai companiei sunt Asimed București, cu o deținere de 25,27%, Constantin Rabanca, cu o participație de 18,61%, iar Hedera Farm are 13,88% din capitalul social.
Titlurile Dornafarm se tranzacționează la categoria de bază a pieței Rasdaq, secțiunea XMBS, sub simbolul DOFA.
În noiembrie 2009, compania a intrat în insolvență, datorită incapacității de a-și achita datoriile.
Număr de angajați în 2007: 128
Cifra de afaceri:
- 2007: 20,7 milioane lei (6,2 milioane euro)[4]
- 2006: 32,5 milioane lei (9,7 milioane euro)[5]
- 2005: 23,8 milioane lei[5]